# Demony wojny według Goi
Demony wojny według Goi (dt.: Dämonen des Krieges nach Goya) ist ein polnischer Spielfilm aus dem Jahr 1998, der den Bosnienkrieg thematisiert. Im deutschsprachigen Raum wurde der Film bisher nicht veröffentlicht.

## Inhalt
Der Film Demony wojny według Goi spielt in Bosnien und Herzegowina nach dem Ende des Bosnienkriegs. In dieser Zeit hat als Teil der IFOR, welche das Land besetzt, der Major der polnischen Armee, Edward Keller, das Kommando über eine kleine Einheit. Kurz vor seiner Beurlaubung wird ein norwegischer Hubschrauber abgeschossen. Gegen den Befehl, in der Basis zu bleiben, startet er eine Rettungsaktion. Er schafft es hierbei den Helikopter zu lokalisieren, allerdings ist die Besatzung bereits tot.
Die Truppe trifft auf bosnische Militärs mit zwei Gefangenen, einer französischen Journalistin und einem Vertreter der bosnischen Presse. Keller lässt einen der Militärs heimlich töten, um so die Geiseln zu befreien. Während die Einheit versucht zu fliehen, werden sie entdeckt und von den restlichen Militärs verfolgt, welche ein Videoband mit kriegswichtigen Informationen bei einer der von Keller befreiten Geiseln wissen. Dabei schaffen diese es, den Hubschrauber, mit dem Kellers Einheit mit den Geiseln flieht, abzuschießen. Gleichzeitig wird die Einheit von den Bosniern aus dem Hinterhalt angegriffen, kann sich jedoch erfolgreich zur Wehr setzen.
Später entdecken Kellers Truppen das Videoband bei der befreiten Geisel und sehen es sich an. Es zeigt eine vom bosnischen Premierminister angeordnete Massenexekution. Nachdem der vormalige Besitzer dieses Videos jedoch flieht und Kellers Truppen erneut von einem bosnischen Angriff überrascht werden, muss Keller das Band herausgeben, damit die Truppe verschont wird. Sie verfolgen darauf die bosnische Truppe und können diese später erfolgreich angreifen und ihren Anführer töten. Nach dem Erfolg dieser Aktion kann Keller seinen Urlaub antreten und nach Polen zurückkehren.

## Veröffentlichung
Der Film kam am 20. März 1998 in die polnischen Kinos. In Tschechien feierte er seine Premiere am 3. Juli 1999 auf dem Internationalen Filmfestival Karlovy Vary. In Russland erschien er am 19. Dezember 2001 auf DVD.

## Auszeichnungen
Der Film wurde beim Polnischen Filmpreis 1999 in drei Kategorien nominiert, erhielt jedoch keine Auszeichnung:
- Wanda Zeman: Bester Schnitt
- Paweł Edelman: Beste Kameraarbeit
- Marcin Pospieszalski: Beste Filmmusik